# Kiten (Primorsko)
Pour les articles homonymes, voir Kiten.
Kiten (Китен en bulgare) est une ville du sud-est de la Bulgarie.

## Géographie
Kiten est situé dans le sud-est de la Bulgarie, dans l'oblast de Bourgas. La ville est à 55 km au sud-est de Bourgas, le chef-lieu de la région, et à 5 km au sud de Primorsko, le chef-lieu de la commune.
La ville est située au bord de la Mer Noire et a la forme d'un "Y", deux presqu’îles (120 m. de long et 60–80 m. de large) s'avançant dans la mer. Les presqu’îles sont relativement escarpées (10-15 mètres) alors que des plages en pente douce s'étendent au nord et au sud de la ville.
La ville s'étend sur 17 km2 mais la partie habitée est de 1,45 km2. La population est de 1181 habitants, en légère progression d'année en année. Une décision gouvernementale en date du 17 juin 2005 a accordé le statut de ville à Kitel ce qui en fait, actuellement, entre la 5e et la 10e plus petite ville du pays.

## Histoire
Le lieu où est actuellement implantée la ville est habité depuis longtemps.
Le premier lieu d'habitation a été la presqu'île d'Ourdoviza (formée de deux petites presqu'îles) dont le nom d'origine est inconnu. Elle offrait un port protégé pour les navires et était facile à défendre. La présence d'un village thrace est attestée par la découverte d'ancres en pierre et de poteries de l'âge du bronze. On a aussi retrouvé des poteries, de la céramique et des fragments d'amphores grecques des périodes archaïque, classique et hellénistique ainsi que des restes de navires romains dans les deux baies autour de la presqu'île. Selon une hypothèse, le port antique aurait été le dernier à exporter des provisions vers Troie, avant d'être bloqué comme tous les autres.
Au Moyen Âge existait la forteresse d'Ourdoviza dont des vestiges sont encore visibles. Le mur protégeant la presqu'île du continent était très bien conservé encore au XIXe siècle; des fragments sont aujourd'hui conservés dans la ville.
Le premier nom connu de la localité est Ourdoviza, qui est d'origine thrace. Il aurait été donné en mémoire de Stana Ourdoviza, belle bulgare, désirée par le padichah turc ; son cheval et elle seraient morts dans le golfe nord, qui s'appelle, depuis Atliman (en truc : golfe du cheval).
Cette première localité a disparu, pour des raisons inconnues, pendant la période ottomane.
L'eau, l'emplacement favorable et les riches pâturages attirèrent, en 1931, les premiers colons. Ils construisirent, sur la presqu'île, 14 petites maisons de type "Charron", d'après le programme du français René Charron. Le hameau a été nommé Kiten (beau) en 1932. Une chapelle dédiée à saint Spas a été construite.
Kiten commença à se développer rapidement, en tant que station touristique, dans les années 1960, grâce à ses caractéristiques naturelles favorables au tourisme. Dès 1962, le village reçut le statut de la station balnéaire nationale. Dans les années 1960, 70 et 80, les administrations et entreprises d’État construisent, rapidement, une station balnéaire importante. Le village se développa en dehors de la péninsule nord et il s'étend, désormais, surtout en dehors de celui-ci.
Dans les années 1990 et au début des années 2000, la construction d'hôtels, d'hébergements, de restaurants et d'établissements de divertissement ont connu une explosion. Les infrastructures touristiques ont été multipliées par quatre.

## Économie
L'activité économique de Kiten repose, très majoritairement, sur le tourisme balnéaire estival et les activités qui en découlent. Le reste de l'année, le tourisme est très peu développé et l'activité provient de la pêche et l'agriculture.

## Galerie

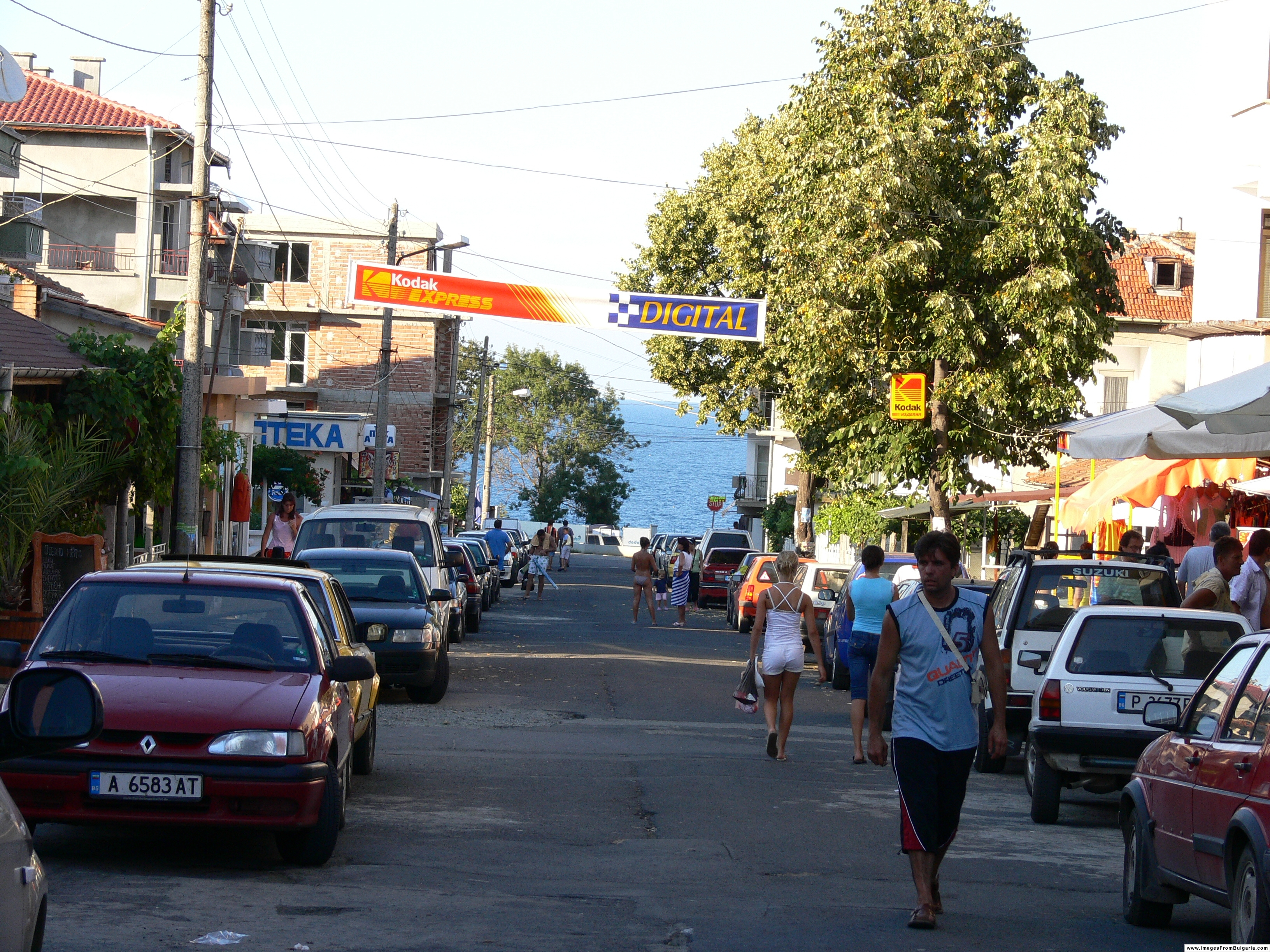
Rue du centre-ville en 2007
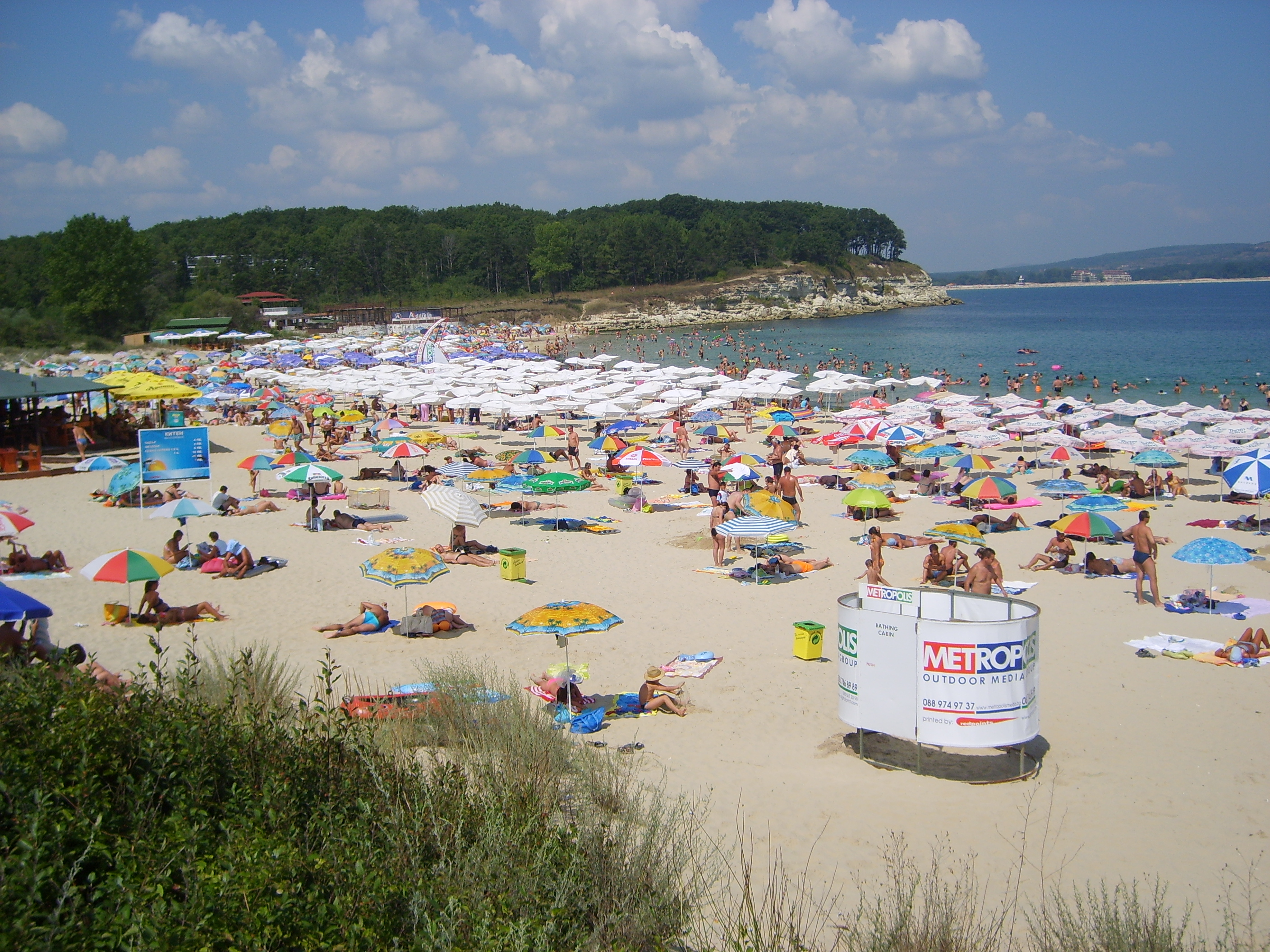
La plage nord et le golfe Atliman en journée
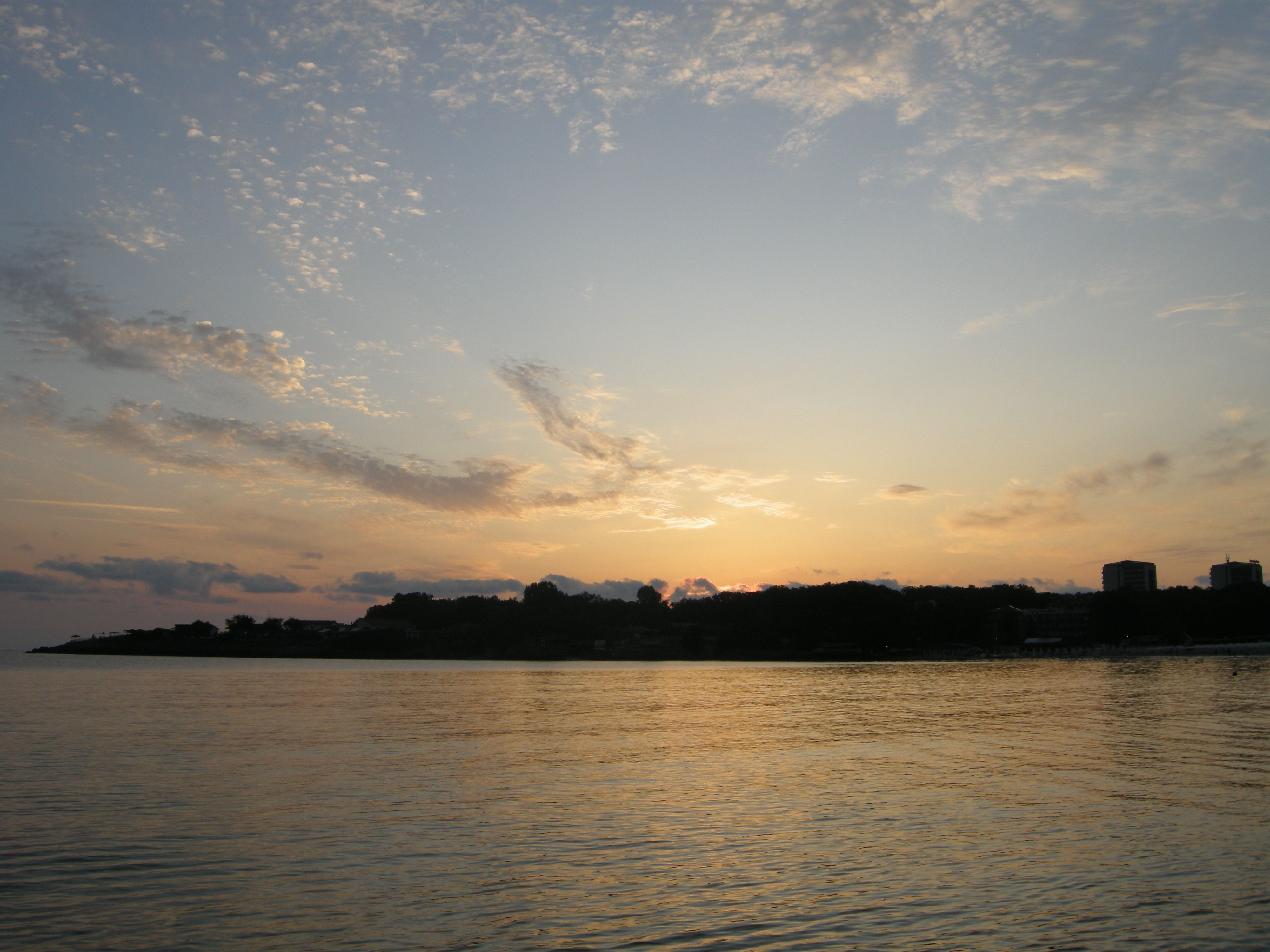
Lever de soleil : vue de Kiten depuis la plage nord Atliman
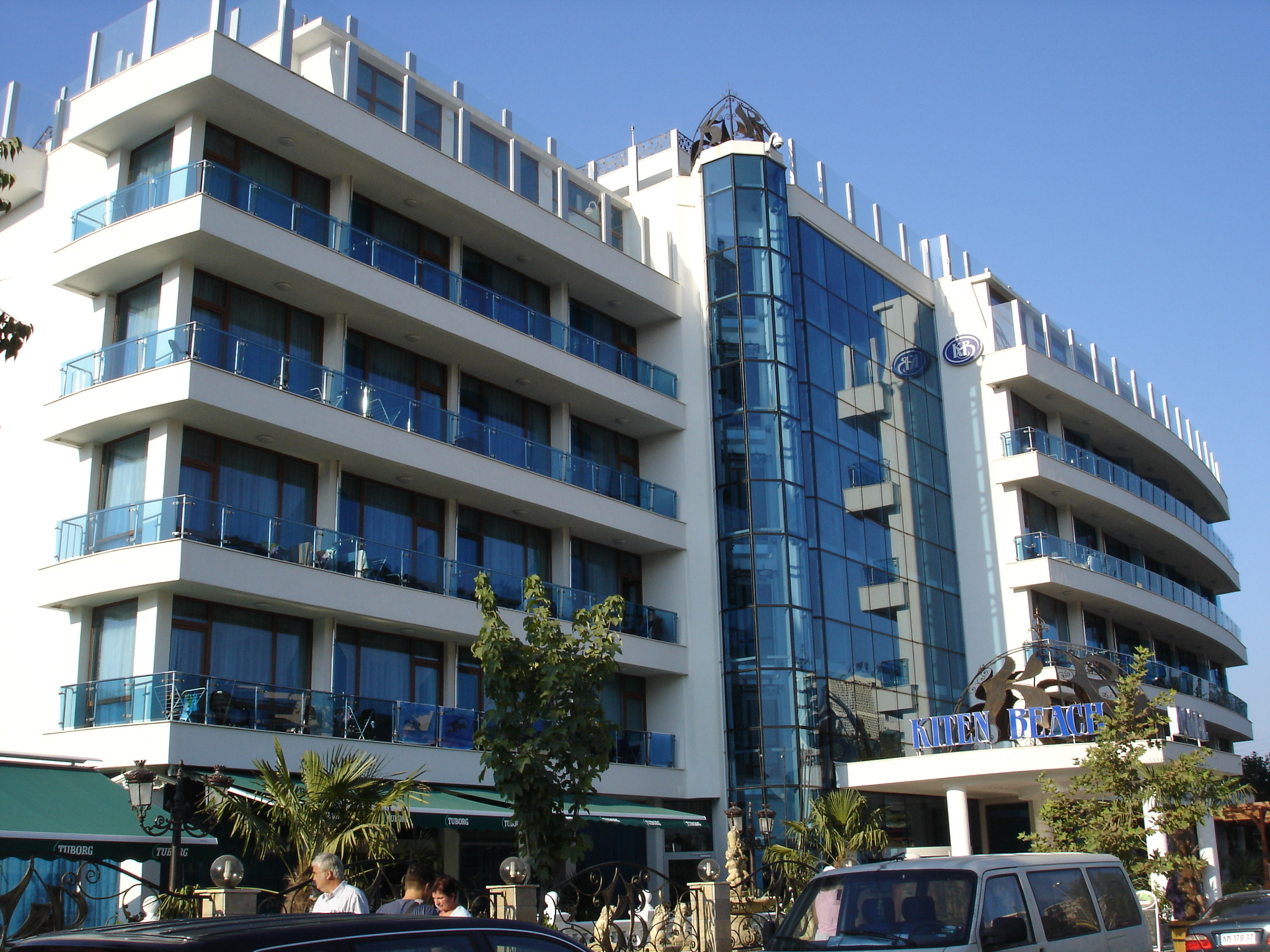
Hôtel Kiten Beach